# Naked Bullet
Pour plus de détails, voir Fiche technique et Distribution.
Naked Bullet (裸の銃弾, Otoko goroshi onna goroshi: Hadaka no judan) est un film dramatique japonais de Kōji Wakamatsu réalisé en 1969.

## Synopsis
Trois gangsters dérobent un butin de 30 millions de yens lors d'un achat d'héroïne entre deux gangs de yakuzas. Ne sachant pas où la marchandise est cachée, ils kidnappent aussi la jeune femme chargée de l'échange et tentent de la faire parler.

## Fiche technique
- Titre : Naked Bullet[1].
- Titre original : 裸の銃弾 (Otoko goroshi onna goroshi: Hadaka no judan?).
- Réalisateur : Kōji Wakamatsu.
- Scénario : Masao Adachi.
- Photographie : Hideo Itō.
- Montage : Kansuke Guryū.
- Producteur : Kōji Wakamatsu.
- Société de production : Wakamatsu Production.
- Pays d'origine : Japon.
- Format : noir et blanc - 35 mm - 2,35:1 - Mono.
- Genre : drame et yakuza eiga.
- Durée : 72 minutes.
- Date de sortie : 1969.

## Distribution
- Yūichi Minato
- Ken Yoshizawa
- Miki Hayashi
- Eri Ashikawa